# 東芝未来科学館
東芝未来科学館（とうしばみらいかがくかん）は、神奈川県川崎市幸区堀川町にある、東芝グループの歴史や製品を展示した科学教育施設。
2014年（平成26年）に前身の東芝科学館を移転して開館。2024年（令和6年）6月29日まで一般利用者にも公開されていたが、現在は顧客やパートナー企業などの見学に限定している。

## 概要
前身の東芝科学館は1961年（昭和36年）11月に川崎市幸区小向東芝町にある小向事業所内に開設され、移転・リニューアルのため2013年（平成25年）9月30日に閉館。
東芝未来科学館は2014年（平成26年）1月31日にJR川崎駅前のラゾーナ川崎に隣接するラゾーナ川崎東芝ビルの2階に開館した。総合電機メーカーの東芝が設置する企業博物館である。
「人と科学のふれあい」をコンセプトとし、東芝グループの歴史、東芝製品の一号機や環境・エネルギー、社会インフラ、半導体、デジタルプロダクツなど近未来の社会・生活シーンを見据えた先端技術までを身近に学び、体験させることを目指す。
2024年6月29日を以って一般公開を終了し、以後は産業遺産の展示を継続するものの顧客やパートナー企業などを対象とする施設となる。一般公開終了までに約1120万人が訪れた。一般公開終了に先立って、2024年6月28日に川崎市から感謝状が贈られた。

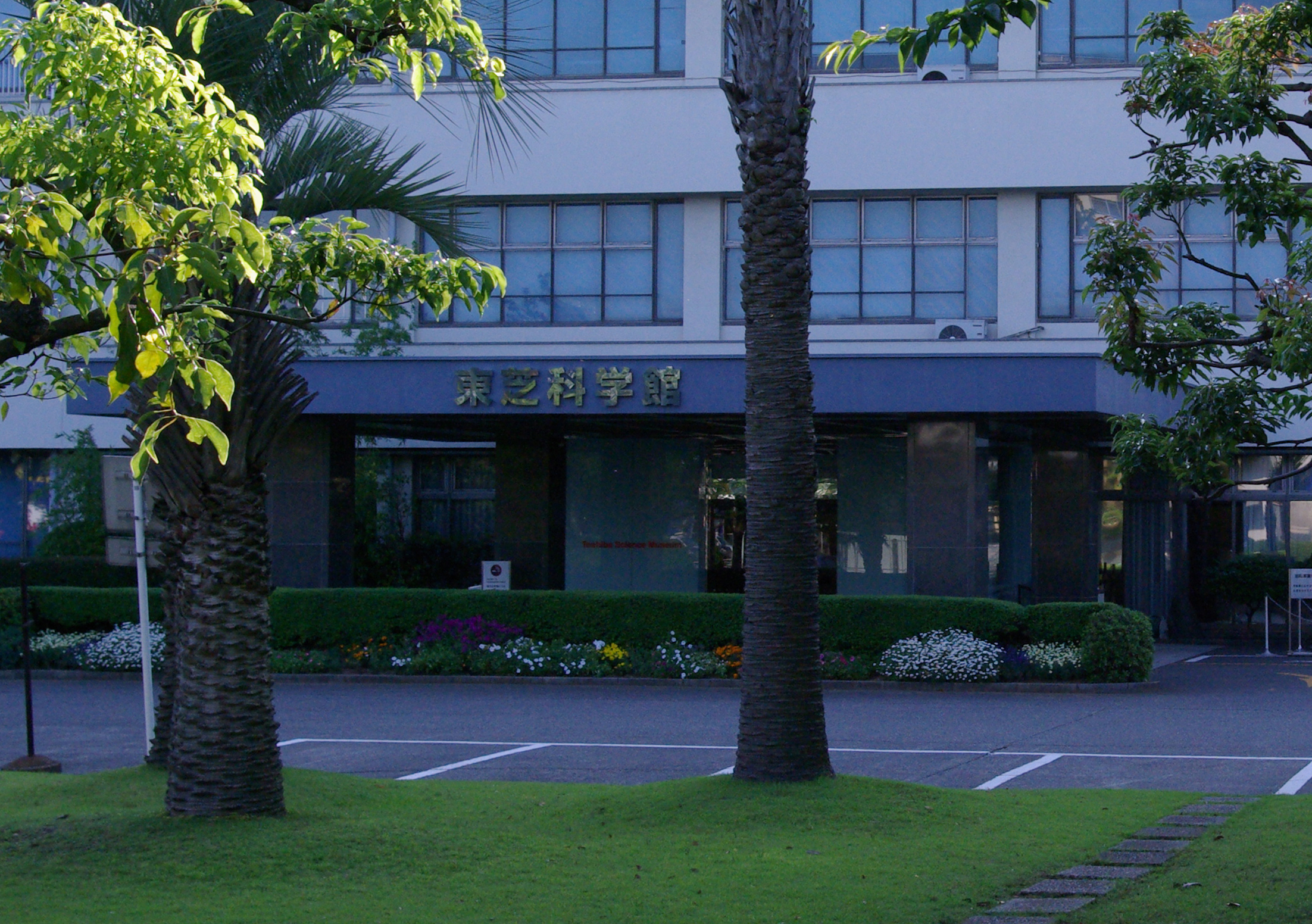
前身の東芝科学館